# Арсений Икалтоели
Арсений Икалтоели или Арсен Икалтойский (груз. არსენ იყალთოელი; около 1050 — умер около 1127) — грузинский святой, церковный деятель, теолог, каллиграф, переводчик и духовный писатель

, сыгравший заметную роль в церковной жизни Грузии в царствование Давида IV Строителя (1089—1125), с которым он сотрудничал в создании грузинских монастырских академий.

## Биография
Преподобный Арсений Икалтойский происходил из грузинского княжеского рода Вачнадзе (Вачесдзе). Родился в Кахетии (Восточная Грузия), по некоторым данным, в селении Икалто. Воспитанный благочестивыми родителями, преподобный Арсений с детства отличался любовью к церковным службам и молитве.
Получил образование в Константинопольской академии, центре византийской философской деятельности и классического обучения, где глубоко изучил не только богословие, но и естественные науки, служил монахом на Чёрной горе близ Антиохии. Здесь занимался богословской и переводческой деятельностью, исследуя, в частности, причины отпадения нехалкидонских Церквей от Православия.
В 1105 году, вероятно, по приглашению царя Давида Агмашенебели, Арсен завершил работу над своим произведением, известным как «Дзеглисцера». Это стало самым ранним известным собранием грузинского канонического права, что придает ему историческую важность. В это время он также стал близким соратником царя, и Давид Агмашенебели называл его своей «надеждой» и «просветителем».
Согласно легенде, Арсен Икалтоели основал в Икалто духовную академию, ставшую высшим учебным заведением Грузии в течение XI—XII веков и средоточием неоплатонической философии в Грузии. Согласно местной традиции, он был похоронен именно там. Был первым ректором академии. Отстаивая чистоту Православия, стяжал ещё при жизни славу учёного-энциклопедиста (богослова, философа, филолога, логика, физика, анатома, поэта).
Вместе с Иоанэ Петрици привнёс византийскую философскую традицию в недавно основанную грузинскую академию в Гелати близ Кутаиси. В конце концов обосновался в монастыре Шиомгвиме близ Мцхеты. Арсен Икалтоели перевёл такую важную работу как «правление Великого Закона» во время пребывания на своей родине. Ему также принадлежит перевод на грузинский язык «Великого Номоканона» святого Фотия, Патриарха Константинопольского (857—867, 877—886), «Золотого нектара» святого Иоанна Дамаскина, а также составление сборника переводных трудов «Догматикон» с комментариями, направленными против различных еретических учений.
Его огромные усилия по переводу и составлению основных доктринальных и полемических работ с греческого языка дали новый импульс грузинской святоотеческой и философской литературе. В философии — последователь схоластического аристотелизма.
Учитывая, что Арсен упоминал о смерти царя Давида, который ушёл из жизни в 1125 году, можно предположить, что Арсен дожил после царя, хотя, вероятно, не на много лет.
Был канонизирован Грузинской православной церковью, память о нём отмечают 6 (19) февраля.